# Nicolaus Rittershausen
Nicolaus Rittershausen est un historien allemand, né à Altorf le 15 février 1597 et mort dans cette ville le 24 août 1670.
Il professa le droit féodal et le droit romain. Il est le fils de Konrad Rittershausen.

## Œuvres
Le plus remarquable de ses ouvrages est intitulé Genealogiæ imperatorum, regum, ducum, comitum, etc. (1674, in-fol.).

## Source
Grand dictionnaire universel du XIXe siècle